# West Kirby
West Kirby est une ville située à l'angle nord-ouest de la péninsule de Wirral dans le Merseyside, en Angleterre, à l'embouchure de la rivière Dee.

## Géographie
Elle est située à la limite du comté historique de Cheshire, au nord-est de Hoylake, à l'est de Grange, Merseyside (en) et Newton, Merseyside (en) et au sud-est de Caldy.
Au recensement de 2011, sa population était de 12 733 habitants. La ville est du côté opposé à Mostyn sur la Dee.